# Mohendzsodáro
 Mohendzsodáro (helyesen Móhan Dzsódaró) a „halottak dombja”, szindhiül: موئن جو دڙو, hindiül: मोहन जोदड़ो) az Indus-völgyi civilizáció egyik legnagyobb és legszervezettebb városának romja, a mai Pakisztán Szindh tartományában. A város eredeti nevét nem ismerjük, mert csak a vidék mai lakói nevezik a romokat Móhan Dzsódarónak.
Az egykori várost i. e. 2500 és 2100 között az Indus partján élő Harappá-kultúra népe építette, akik Mezopotámia és az ókori Egyiptom népeihez hasonlóan a termékeny folyóvölgyben öntözéses gazdálkodást alakítottak ki. Mohendzsodáro romjai hihetetlen várostervezői képességről árulkodnak: az ősi metropolisz urbanisztikai szervezettsége, építési módszerei és a kb. 40 000 fős lakosságot kiszolgáló közszolgáltatásai csak a kétezer évvel későbbi, császári Róma fejlettségével vethetők össze. A bronzkori városrom 1980 óta az UNESCO kulturális Világörökségének  része.

## Fekvése, kialakulása

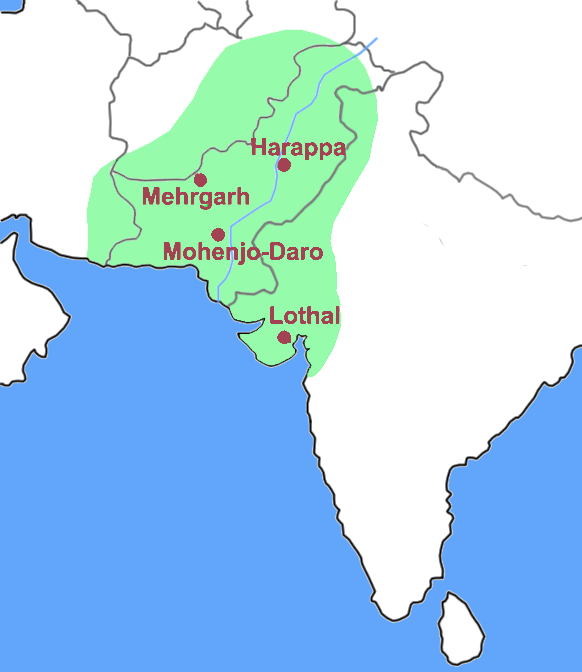
Az Indus-völgyi civilizáció kiterjedése és fontosabb városai

Mohendzsodáro romjai a mai Karacsitól mintegy 300 km-re északra, Larkanától 25 km-re délre, egy dombon fekszenek.
Az Indus völgy területe az Arab-tengertől a kb. ezer kilométerre északra fekvő, folyó menti völgyekig terjedt: nyugaton a mai iráni határ, északon a mai türkmén határ, keleten Delhi és délen a Godavari völgy közötti területen. A termékeny folyóvölgy már i. e. 7000 óta lakott volt. „A síkságon i. e. 4000 körül jelentek meg az első települések, majd ezek a falvak kb. 500 évvel később fejlődtek városokká, melyeket kőből, vagy vályogtéglából épített fallal erősítettek meg. A korai városfejlődés csúcsát a térségben az i. e. 2400 körül kialakuló civilizáció, a Harappá-kultúra jelentette.” A Harappá-civilizáció (i. e. 2500-1700) fejlődésének első 600 évében épült ikervárosok: északon Harappá és félúton a tenger felé Mohendzsodáro, valamint a tengerparti kikötőváros Lothal, a térség kereskedelmi és közigazgatási központjai lehettek.
A régészet mai álláspontja szerint Mohendzsodáró volt a korabeli Dél-Ázsia, sőt minden bizonnyal az akkori világ legfejlettebb városa.

## Leírása

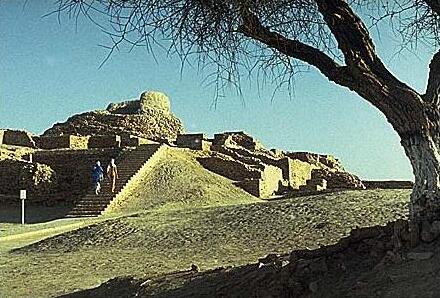
Mohendzsodáro látképe

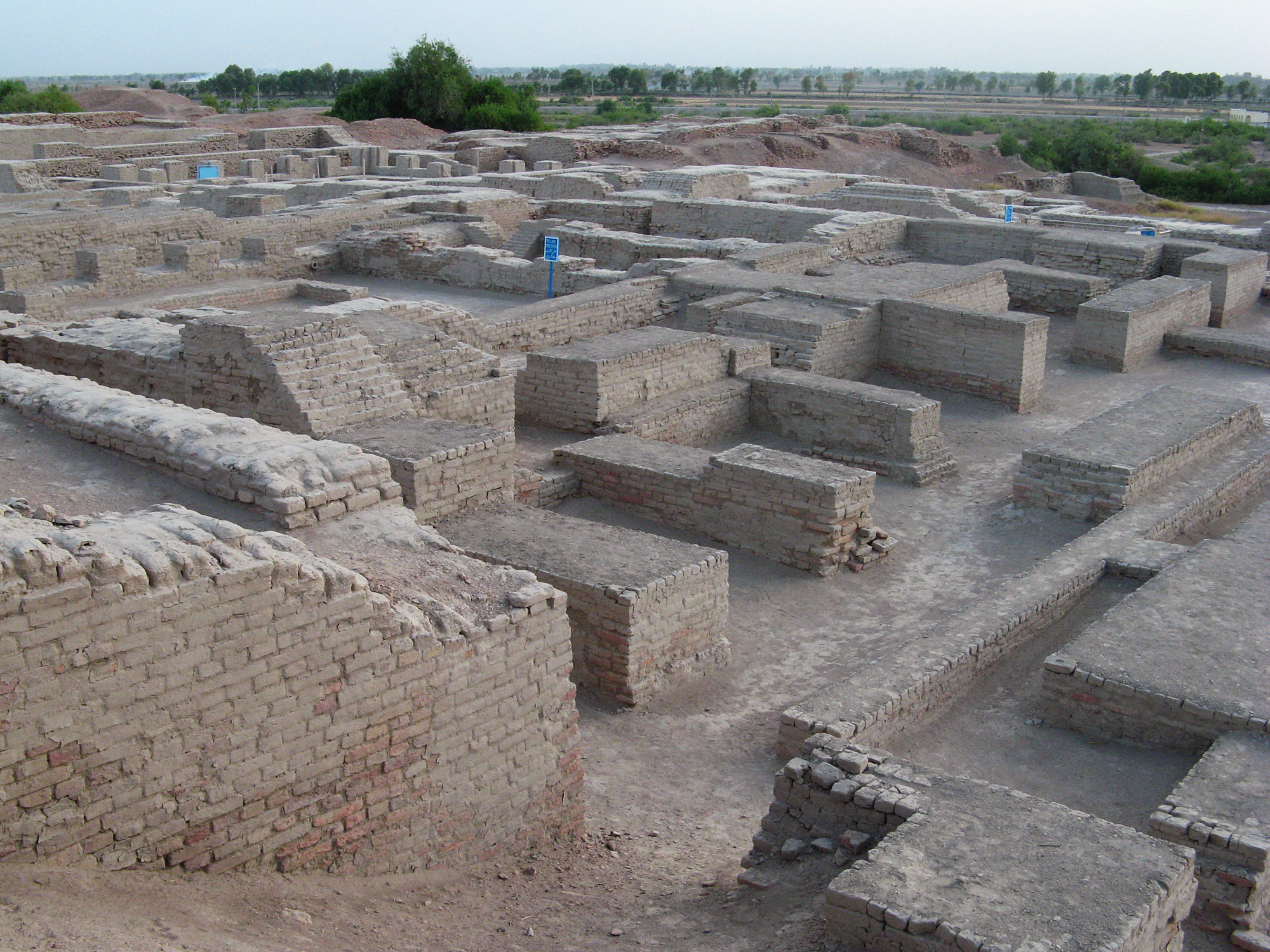
A város romjai

Mohendzsodáro hihetetlen mérnöki és várostervezői képességekről tanúskodik: épületei geometriai elrendezésűek, egységesek voltak; utcái pontosan észak-dél, kelet-nyugati irányban szelték át a várost. A kutak, víztározók, fürdőszobák, illemhelyek, kőlapokkal fedett szennyvízelvezető csatornák és szemétgyűjtők régészeti emlékei a mai higiéniát idézik.
Ugyanakkor „a város rendkívüli érdekessége, hogy itt – más őskultúrák helyszíneitől eltérően – se palotának, se templomnak, se síremléknek vagy temetőnek nincs nyoma. Szervezett vallási áldozatokról, ceremóniákról nem árulkodik semmi. Nincsenek fegyverek. Hiányoznak a monumentális szobrok is, ám a kisplasztika remek darabjai (figurák, játékok, kőpecsétek) kerültek elő a föld alól, s jellemzik Mohendzsodáro egykori népességének kiváló képességeit.”

### A város építése és szerkezete
Mohendzsodárót több mint 5 kilométer hosszú, 6 méter magas, tornyokkal erősített fal vette körül. A város területét sakktáblaszerűen osztották fel; az alsó városrészt tizenegy, 360 × 240 méteres háztömb foglalta el, amelyeket tizenkét 9-14 méter széles főút határolt. Az épülettömböket 2 méter széles kis utcák sűrű hálózata szelte át; voltak itt villanegyedek, boltok és műhelyek is. 
A középületek a város elkülönített részén, a 15 méter magas, négyszögletes teraszra épült Fellegvárban kaptak helyet (a 2. században egy sztúpa épült a helyére). Valószínű, hogy a Fellegvárat is fal vette körül.
Az egész város egyforma nagyságú agyagtéglákból épült, amelyeket a ma is alkalmazott eljárásokkal állítottak elő: az épületek és a falak belső részét napon szárított nyers téglákból rakták, míg a falak külső oldalán kemencében kiégetett téglákat használtak. Ennek következményeként a falak igen vastagok lettek, és hőszigetelő képességük is kiváló volt. Szintén a hőszigetelést szolgálta, hogy az utcákra a bejárat kivételével nem nyíltak ablakok és ajtók. A nagyobb, kétszintes, tetőteraszos házak szobái egy központi udvart fogtak közre, ahol egy-egy magas kávájú, téglával kirakott kút állt. A felső szintre – ahol akárcsak a földszinten, folyóvíz állt rendelkezésre – lépcsőn lehetett feljutni. Ezekben a nagy villákban valószínűleg gazdag kereskedők laktak, akik fontos szerepet játszhattak a város gazdasági életében. A többi lakás szerényebb, sokszor csak egyszobás volt. Ezek lakói az utcai közkutakból hordták a vizet. A hulladékot az utak mentén kijelölt helyeken rakták le.
A Mohendzsodárót környező földeket egy jól kiépített öntözőrendszer segítségével az Indus vizével öntözték; a földeken gabonaféléket (búza, árpa, köles, rizs), borsót, sárgadinnyét, datolyát és gyapotot termeltek. Ezenkívül juhokat, sertéseket és szarvasmarhákat tartottak; a marhákat és az elefántokat igavonásra a mezei munkában is használták.

#### A Fellegvár
A lakóövezetet egy 200 méter széles – valószínűleg piacként működő – sáv választotta el a középületeknek helyet adó Fellegvártól. Itt állt a Magtár épülete, amely szinte biztosan az államkincstár szerepét töltötte be; itt fizették be a város lakói a természetbeni adókat, búza vagy árpa formájában. A négyszögletes, 46 × 23 méteres épületben magasított dobogók könnyítették a termények átvételét; a gabonát az e célra kialakított emelvényeken őrölték meg. A tartalékokat tökéletes szellőzésű föld alatti raktárakban őrizték.
A Fellegvár déli szektorában egy nagy méretű helyiség volt (hosszanti oldala 30 méteres) ahol talán gyűléseket tarthattak. A mellette lévő impozáns, 70 × 24 méteres épület a város vezetőjének rezidenciája lehetett. Itt volt még a Nagy Fürdő épülete; közepén egy 12 × 7 méteres 2,4 méter mély, kátránnyal szigetelt medencével, mellette kisebb – feltételezetten öltözőként használt – helyiségekkel és lépcsővel, amelyen egy fából épült felső szintre lehetett feljutni. Elképzelhető, hogy közfürdőként funkcionált, de az is, hogy a hinduk körében ma is szokásos, napi rituális alámerítésre használták.

#### A vízvezeték-hálózat és hulladékgyűjtő
Mohendzsodáro szervezettségét és hatékonyságát fejlett vízvezeték-hálózata is bizonyítja. A legtöbb háznak saját kútja volt, és agyagcsöveken jutott el a víz a ház két szintjére; a konyhába, a fürdőbe és az árnyékszékbe, ahol ülőke(!) is volt. A szennyvíz fedetlen elvezető árkokban folyt az utcák két oldalán, majd az árkokból a főutak mentén húzódó nagyobb, fedett gyűjtőcsatornákba került. Ezeken a megfelelő lejtésszögű gyűjtővezetékeken keresztül a szennyvizet kivezették a városból.
A házakban felgyülemlett hulladékot nagyobb agyagedényekben gyűjtötték, amelyeket rendszeresen kiürítettek az erre a célra kialakított emésztőgödrökbe. Ez a meglepően modern rendszer, amelyet a knósszoszi palotában is alkalmaztak (i. e. 1700), a világ számos részén még ma is ismeretlen.

## Társadalom

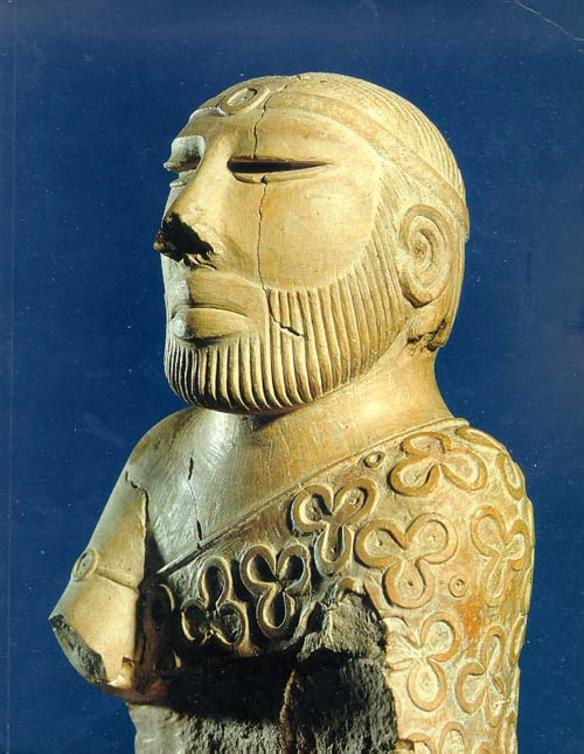
A „pap-király”, az Indus-völgyi civilizáció jelképe

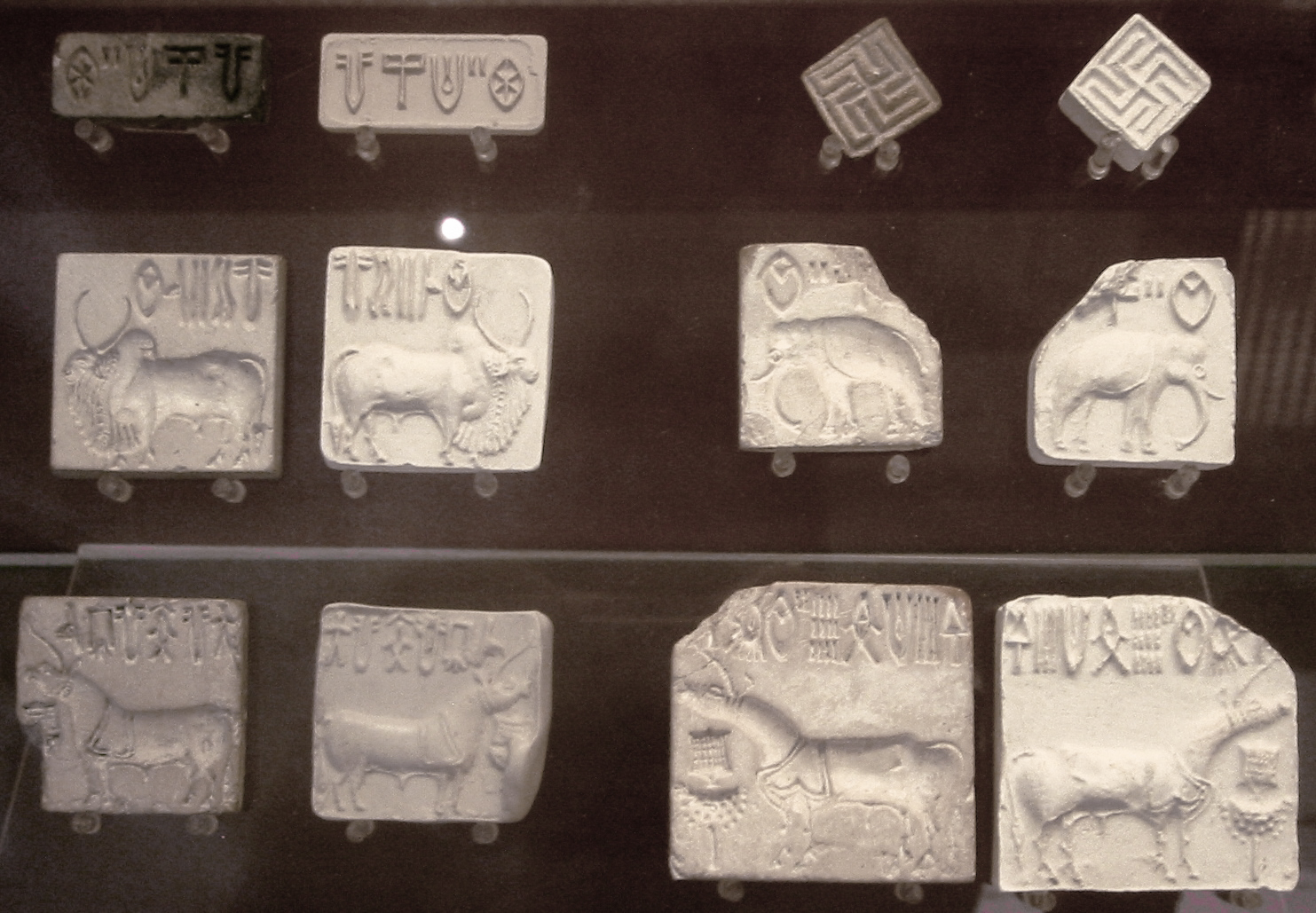
Pecsétnyomók (British Museum)

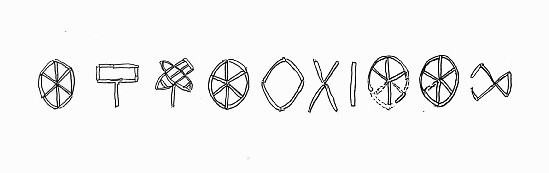
Ősi indiai írásjelek

Letelepedett, városias nép lakta Mohendzsodárót, akik pezsgő kereskedelmi kapcsolatban álltak az antik világgal. Jómódjuk elsődleges forrása a nyersanyag-kereskedelem és a fejlett kézműipar lehetett, amelyet virágzó mezőgazdaság egészített ki. Az ásatások során talált mezopotámiai sumer ékírásos agyagtáblák tanúsága szerint a városlakók rezet, ólmot, aranyat, gyöngyöt, elefántcsontot és más korabeli luxuscikkeket szállítottak a sumer uralkodói udvarnak. A nyersanyagokat a környező területekről – rezet Beludzsisztánból, aranyat, ezüstöt, lapislazulit Afganisztánból és Közép-Ázsiából, fa építőanyagot a Himalája hegyvidékéről – ökrös szekéren szállították ide. Gyöngyöt és kagylókat az Arab-tengerben halásztak. A nyersanyagok egy részét feldolgozták: bronzszerszámokat, agyaghordókat, kerámiatárgyakat és ékszereket készítettek.

### Árulkodó művészeti leletek
A régészeti ásatások sok érdekes leletet hoztak felszínre, amelyek a mohendzsodáróbeliek életére, szokásaira utalnak, illetve az arról alkotott kutatói elképzeléseket alátámasztják.
Az előkerült díszes kerámiák nagy mennyisége arra utal (már-már bizonyítja), hogy helyben gyártották őket. A nőket ábrázoló terrakotta szobrocskák díszessége és a rajtuk megjelenített ékszerek alapján arra következtetnek, hogy a nők fontos szerepet töltöttek be a társadalomban. A város romjai között talált kecses, bronz balerinafigurák a tánc és zene szeretetére utalnak. Az agyagból készült állatszobrocskák játékszerek lehettek.
A több tucat szobor között akad egy, amely szigorú külsejű, ápolt szakállú, szalaggal hátraszorított hajú, lóheremotívumokkal díszített ruhájú férfit ábrázol. Ezt a figurát többen a város pap-királyának vélték, noha a város kormányzásáról semmit sem tudunk biztosan. A 17,5 cm magas szobrocskát 1927-ben, Mohendzsodáro alsó városában találták egy szokatlanul díszes téglás ház apró falfülkéjében. Ez a kicsi szobor az Indus-völgyi civilizáció jelképe lett.
Mohendzsodáro legjelentősebb leltének azt a kb. 2000 kő pecsétnyomót tartják, amelyek egy része domború, másik része homorú, s amelyeken a bika- és már állatábrázolások mellett képírással írt jelek is láthatók. Úgy tűnik, a  pecsétnyomókat a kereskedelemben használták, de erről csak akkor bizonyosodhatunk meg, ha el tudjuk olvasni ezt az ősi írást. Összesen 396 jelet számoltak össze, de jelentésüket egyelőre nem sikerült megfejteni.

## A hanyatlás és pusztulás okai
Mohendzsodáro lassú hanyatlása i. e.1900 körül kezdődött. A lakosság fokozatosan elvándorolt az Indus-völgyből, feltételezetten kelet felé, a Gangesz irányába. Az okokat a területet sújtó természeti csapásokban, az Indus ismétlődő áradásaiban és a földek elmocsarasodásában kell keresnünk, de közrejátszhatott a tégla- és kerámiaégető kemencéket tápláló erdők kipusztulása is. Amikor az árják i. e. 1500 körül mitikus istenkirályuk, Indra, a „várak lerombolója” vezetésével észak felől megérkeztek, már hanyatló korszakát élte az a nép, melyet végül a – Rigvéda leírása alapján – kegyetlenül kiirtottak. Ezzel Mohendzsodáro – amint a neve is mondja – a „halottak dombja” lett.

## Feltárás
Az első 4500 éves városromokra a 19. század derekán, az első indiai vasút építésekor találtak rá, de a terület szisztematikus feltárása csak jóval később, 1920-ban Harappá romjainak feltárásával  kezdődött. Mohendzsodáro maradványaira 1922-ben  Rakhaldas Bandyopadhyay, az Indiai Régészeti Kutatóintézet hivatalnoka talált rá, akit egy buddhista szerzetes vezetett el egy sztúpa romjaihoz. Az első nagylélegzetű ásató munka 1930-ban John Marshall, K. N. Dikshit, Ernest Mackay régész vezetésével folyt. 1945-től Ahmad Hasan Dani és Mortimer Wheeler archeológiai főfelügyelő, később a pakisztáni kormány régészeti tanácsadója irányította a munkálatokat. Wheeler szerint Mohendzsodáro a „végtelen monotónia városa” volt. 1964-65-ben Dr. G. F. Dales régész felügyelte az utolsó jelentősebb kutatásokat.
1965 és 1980 között csak kisebb projektek keretében, igen lassan folytatódott Mohendzsodáro feltárása. A problémát a talajvízszint emelkedése és annak magas sótartalma okozza, amely beszívódik a romváros tégláiba, és szétmállasztja a maradványokat. E romboló folyamatot a por, a hőség és a gyakori homokviharok tovább gyorsítják. Amit még föld takar, az biztonságban van. Ám a felszínre hozott romokat az állagmegóvás érdekében tiszta vízzel rendszeresen locsolni kellene, továbbá a konzerválási munkának lépést kellene tartania az ásatások ütemével. Ezek rendkívül költségessé teszik a további feltárást.
1980 óta a romok biztonsága érdekében bevezetett ásási tilalom ellenére dr. Michael Jansen német és dr. Maurizio Tosi olasz régész vezetésével további jelentős előrelépés történt. A felszíni kutatási technikák kombinálásával: az építészeti dokumentációk és a felszín átfésülése és elemzése révén nyert adatok összevetésével további eredményekre jutottak. Munkájukat segíti, hogy az utóbbi években a Harappá-kultúra területén Mohendzsodáro és Harappa mellett további 1400 lakott hely maradványait fedezték fel Északnyugat-Indiában és Pakisztánban. Ebből napjainkban 90 lelőhely feltárásán dolgoznak a kutatók.

### Az UNESCO álláspontja
„Az UNESCO egy szakértőcsoportja már évtizedekkel ezelőtt leszögezte: sürgősen csökkenteni kell a talajvízszintet, s megszabadulni a visszamaradó sótömegtől.” Mohendzsodáro a világ legbecsesebb kulturális értékei közé tartozik, ezért feltárása 1996 óta a pakisztáni kormány és nemzetközi szervezetek egyetértésével szünetel. 1997 áprilisától az ENSZ 10 millió dolláros támogatást nyújt a már feltárt területek állagmegóvási és konzerválási munkáira és a talajvíz csökkentésére.

## Film
- Mohenjo Daro – Das Geheimnis der Induszivilisation. Dokumentarfilm, Deutschland, 2008, 52 Min., Regie: Hannes Schuler, Produktion: Cinevision,  SWR, ARTE, Erstsendung: 8. November 2008, Inhaltsangabe (németül)